# جوهانس نيلسون
جوهانس نيلسون هو لاعب هوكي الجليد سويدي، ولد في 16 مارس 1995 في السويد.

## وصلات خارجية
- جوهانس نيلسون على موقع EliteProspects.com (الإنجليزية)
- جوهانس نيلسون على موقع HockeyDB.com (الإنجليزية)